# برده رشان (مهاباد)
قرية برده رشان (بالكردية: بەردەڕەشان) هي إحدى القرى التابعة لـمكريان الشرقية في ريف قسم مركزي من مقاطعة مهاباد، في محافظة أذربیجان الغربیة الإيرانية.

## السكان
حسب إحصاءات سنة 2006، بلغ إجمالي السكان في برده رشان 579 نسمة وعدد المساكن 102 مسكن. لغة سكان برده رشان هي اللغة الكردية و هم من أهل السنة والجماعة والمذهب الشافعي.